# Oostenrijk op het Eurovisiesongfestival
Oostenrijk doet sinds 1957 mee aan het Eurovisiesongfestival.

## De balans

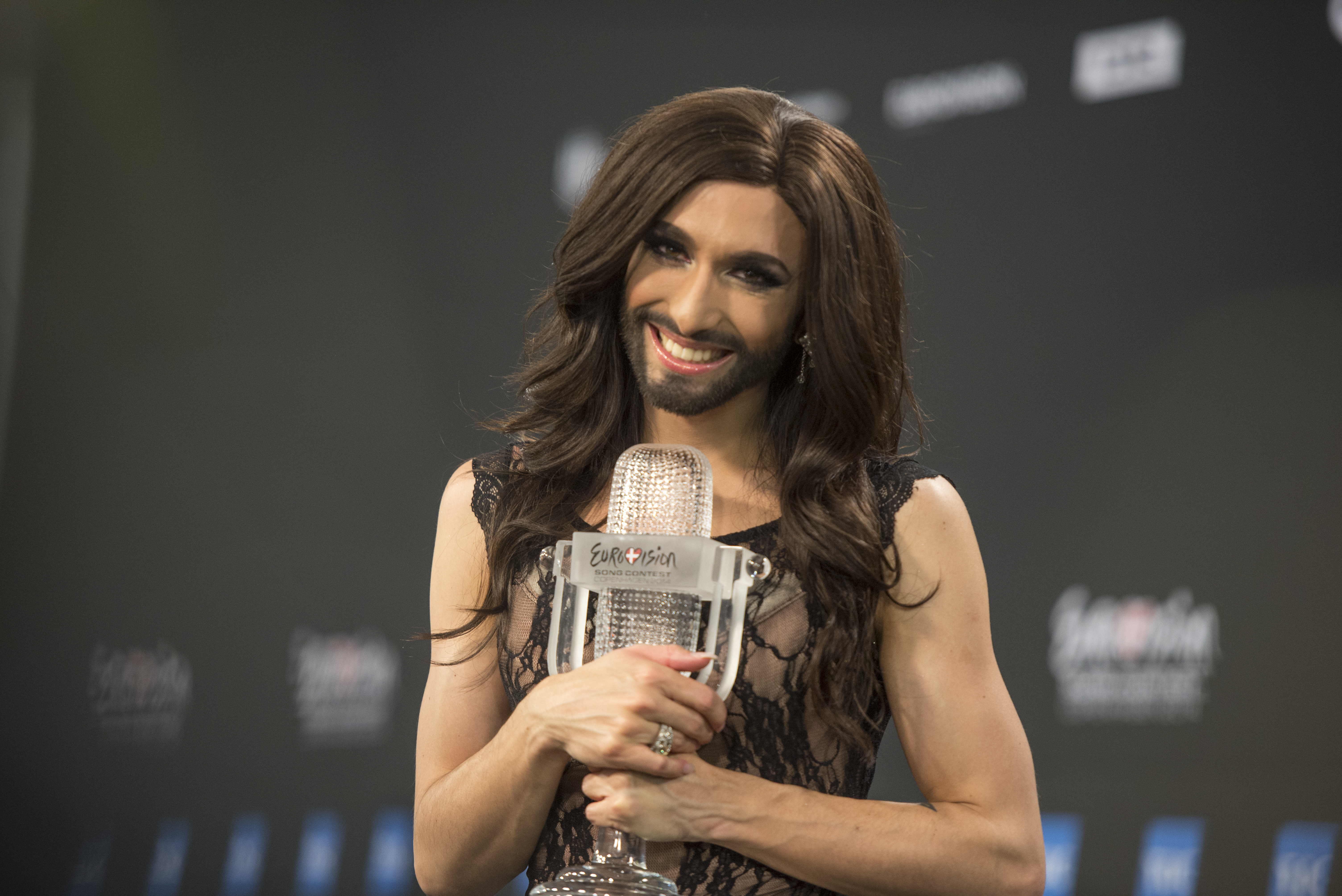
Conchita Wurst zorgde in 2014 voor de tweede Oostenrijkse overwinning

Oostenrijk heeft door de jaren heen zeer wisselvallige resultaten geboekt op het Eurovisiesongfestival. Van de 57 deelnames eindigde het land slechts negen keer bij de beste vijf. Driemaal wist Oostenrijk het Eurovisiesongfestival te winnen: 
- 1966: Udo Jürgens - Merci, chérie
- 2014: Conchita Wurst - Rise Like a Phoenix
- 2025: JJ - Wasted love

Na 1966 moest Oostenrijk 48 jaar lang wachten op een nieuwe overwinning. Dat was echter geen record, want Portugal moest ruim vijf decennia wachten op een zege sinds de eerste deelname van dat land in 1964.
Buiten Noorwegen en Finland (respectievelijk twaalf en elf keer), eindigde Oostenrijk op het songfestival het vaakst op de laatste plaats: negen keer. Dat gebeurde in 1957, 1961, 1962, 1979, 1984, 1988, 1991, 2012 en 2015. Vier van deze inzendingen kregen bovendien geen enkel punt. In 2015 werd Oostenrijk het eerste gastland in de geschiedenis dat nul punten behaalde.

## Het songfestival op Oostenrijkse bodem

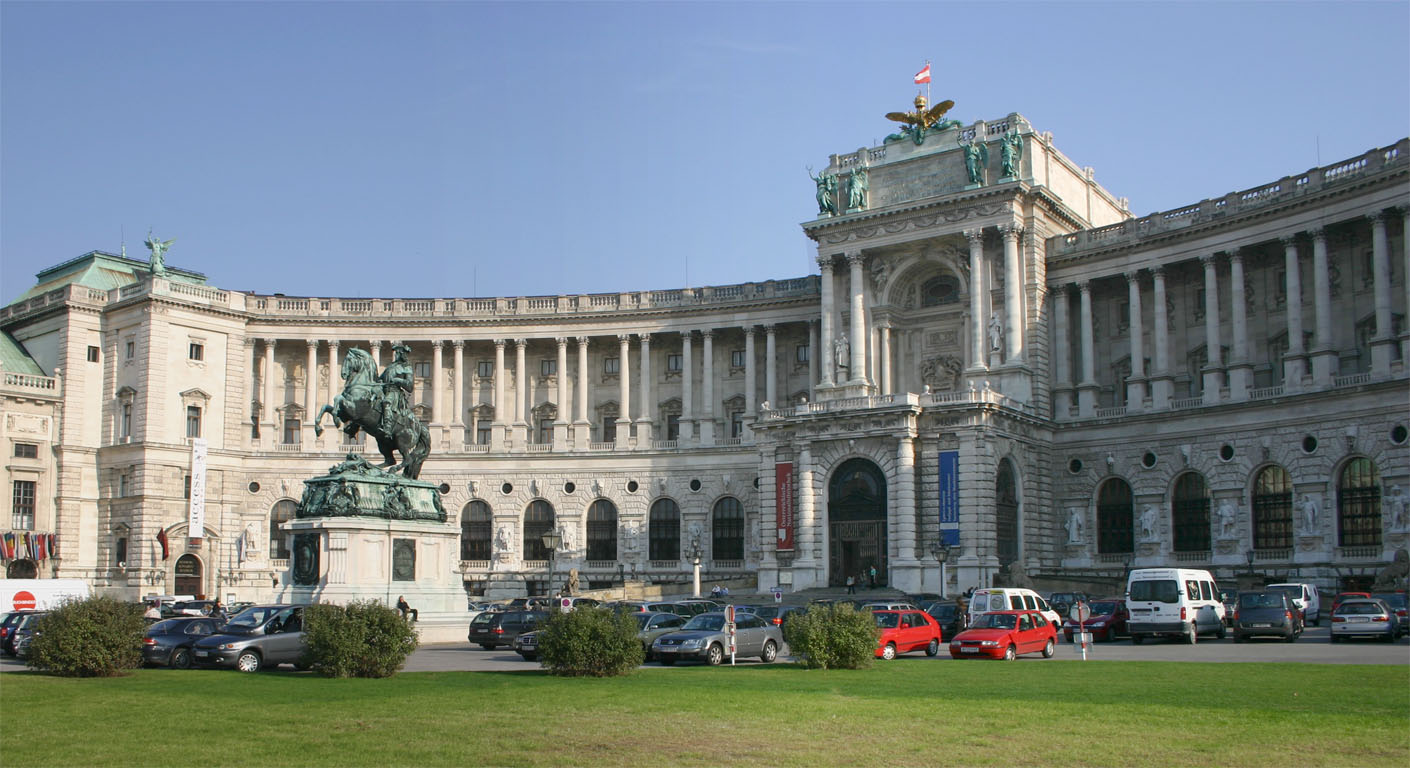
De Hofburg in Wenen vormde het decor voor het songfestival van 1967

Oostenrijk heeft het songfestival tweemaal mogen organiseren. De eerste keer gebeurde dit in 1967, als gevolg van de overwinning een jaar eerder. Als locatie werd gekozen voor de Großer Festsaal der Wiener Hofburg in hoofdstad Wenen. De presentatie lag in handen van Erica Vaal en de intervalact werd verzorgd door de Wiener Sängerknaben. De puntentelling verliep niet geheel vlekkeloos; de technici van het scorebord konden de punten niet goed bijhouden en hadden moeite om het bord goed te bedienen. Frankrijk ontving 2 punten van Monaco, maar kreeg op het scorebord 8 punten in mindering. Aan Spanje, dat ook 2 punten uit Monaco ontving, werden ineens 12 extra punten toebedeeld. Gastland Oostenrijk kreeg er 11 punten bij van Joegoslavië, terwijl dit slechts 1 punt moest zijn, en Ierland verloor in één klap 19 punten toen het 1 punt kreeg van Italië. Op verzoek van de toenmalige EBU-controleur Clifford Brown werd de stemming enkele keren kort stilgelegd om de fouten direct te kunnen herstellen. Presentatrice Vaal raakte er echter zo van in de war, dat zij de puntentelling al afsloot terwijl Ierland zijn punten nog moest doorgeven. Vervolgens ging er bij de Ierse punten ook nog het een en ander mis op het scorebord, waarbij Brown moest interrumperen.
In 2015 vond het Eurovisiesongfestival voor de tweede maal in Oostenrijk plaats. Het was de 60ste editie van het liedjesfestijn. Als locatie werd gekozen voor de Wiener Stadthalle in Wenen, en de presentatie werd verzorgd door Mirjam Weichselbraun, Alice Tumler en Arabella Kiesbauer. De show werd geopend door Conchita Wurst, die eveneens de interviews met de deelnemende artiesten verzorgde. Er deed een recordaantal van 27 landen mee aan de finale, die 4 uur duurde en daarmee een van de langste songfestivals uit de geschiedenis is. Alleen het songfestival van 2019, in Tel Aviv, duurde langer. Dat songfestival duurde 4 uur en 10 minuten.

## Songfestivals zonder Oostenrijk

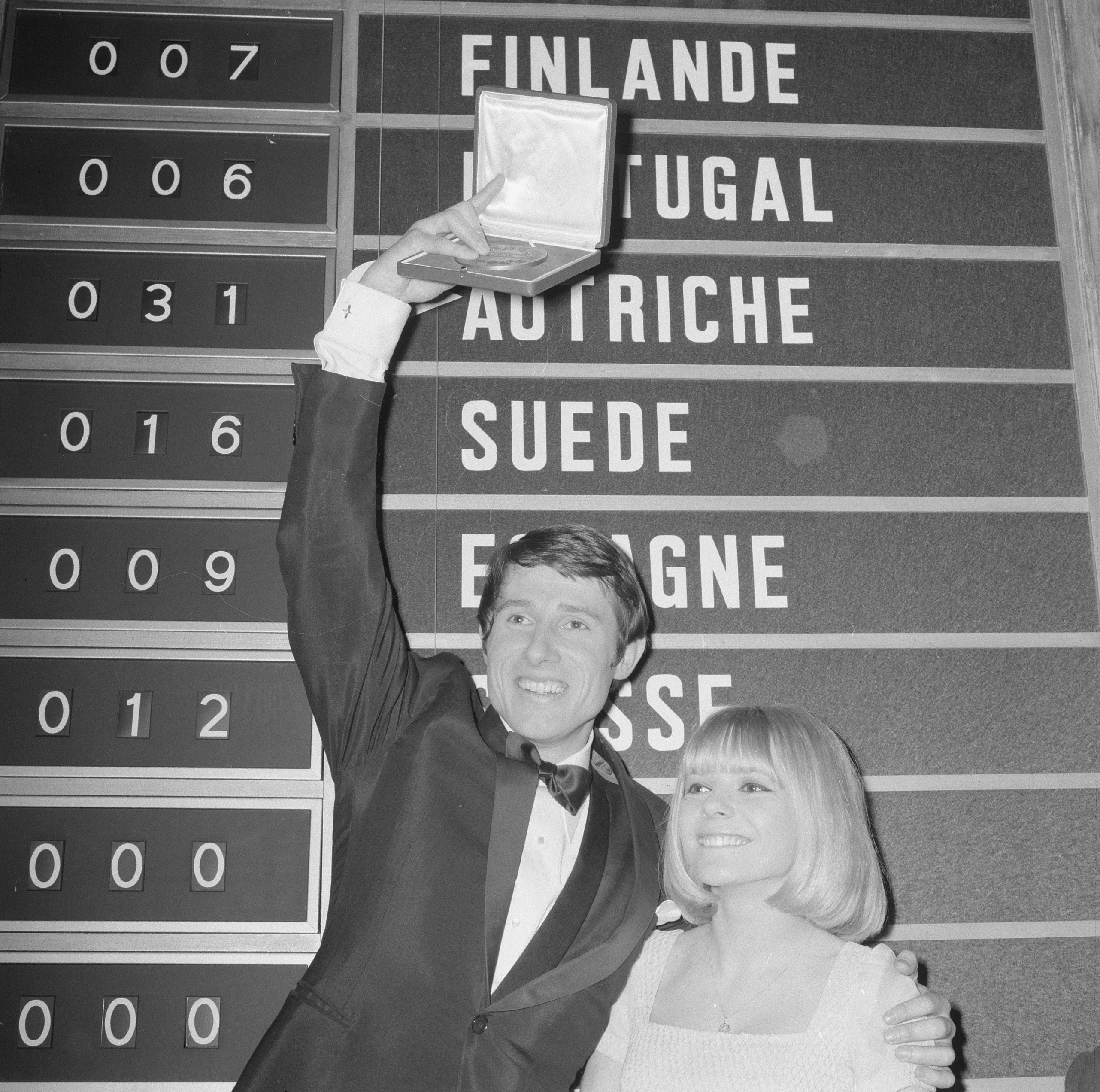
Udo Jürgens (links) na het winnen van het songfestival in 1966, samen met de vorige winnaar France Gall

Sinds het debuut van Oostenrijk in 1957, is het land elfmaal afwezig geweest op het Eurovisiesongfestival. De eerste keer was in 1969, toen het festival plaatsvond in de Spaanse hoofdstad Madrid. Oostenrijk besloot toen tot een boycot, omdat het geen platform wilde bieden aan het dictatoriale regime van de Spaanse leider Francisco Franco. Een jaar later boycotte Oostenrijk het songfestival nogmaals, ditmaal vanwege ontevredenheid over de uitslag van 1969, waarbij niet één, maar vier winnaars uit de bus waren gekomen. Ook Noorwegen, Finland, Portugal en Zweden bleven thuis.
In 1973, 1974 en 1975 deed Oostenrijk ook niet mee. De reden hiervoor is onduidelijk, maar aangenomen werd dat de openbare omroep ORF simpelweg geen interesse meer had in het festival. In 1998 en 2001 moest Oostenrijk verplicht thuisblijven, vanwege de slechte resultaten in de jaren voordien. Destijds waren er nog geen halve finales, en kon niet ieder land elk jaar meedoen.
In 2006 trok Oostenrijk zich vrijwillig terug. Het land protesteerde hiermee tegen de tanende kwaliteit van het Eurovisiesongfestival, waarbij muzikaal talent niet langer de leidende factor voor succes leek te zijn. Bovendien bleken de kijkcijfers voor omroep ORF teleurstellend. Oostenrijk keerde een jaar later weer terug, maar behaalde met een voorlaatste plaats in de halve finale het slechtste resultaat uit zijn historie. Dit deed de Oostenrijkers besluiten het songfestival voor onbepaalde tijd de rug toe te keren. In een verklaring uitte de ORF forse kritiek op de stemming tijdens het songfestival, waarbij politiek en geografie een steeds belangrijkere rol speelden en bepaalde landen werden bevoordeeld. De omroep meldde dat het voor Oostenrijk geen zin zou hebben haar talenten naar een wedstrijd te sturen waarin zij bij voorbaat kansloos zouden zijn. Men hield wel de optie open om terug te keren als de stemprocedure zou worden aangepast. Na drie jaar afwezigheid, verscheen Oostenrijk in 2011 terug op het songfestival in buurland Duitsland, dat het festival een jaar eerder had weten te winnen.

## Punten
Vanwege de gemeenschappelijke taal, zou het wellicht voor de hand kunnen liggen dat Oostenrijk vaak punten uitwisselt met Duitsland. De statistieken tonen echter dat de Oostenrijkers door de jaren heen het meest hebben gestemd op Engelstalige landen: het Verenigd Koninkrijk en Ierland. Ook werden er vaak punten gegeven aan Zweden.
Andersom krijgt Oostenrijk ook veel punten terug uit deze landen, vooral van het Verenigd Koninkrijk. België heeft vaak ook wel wat punten over voor de Oostenrijkse inzendingen.

## Taal

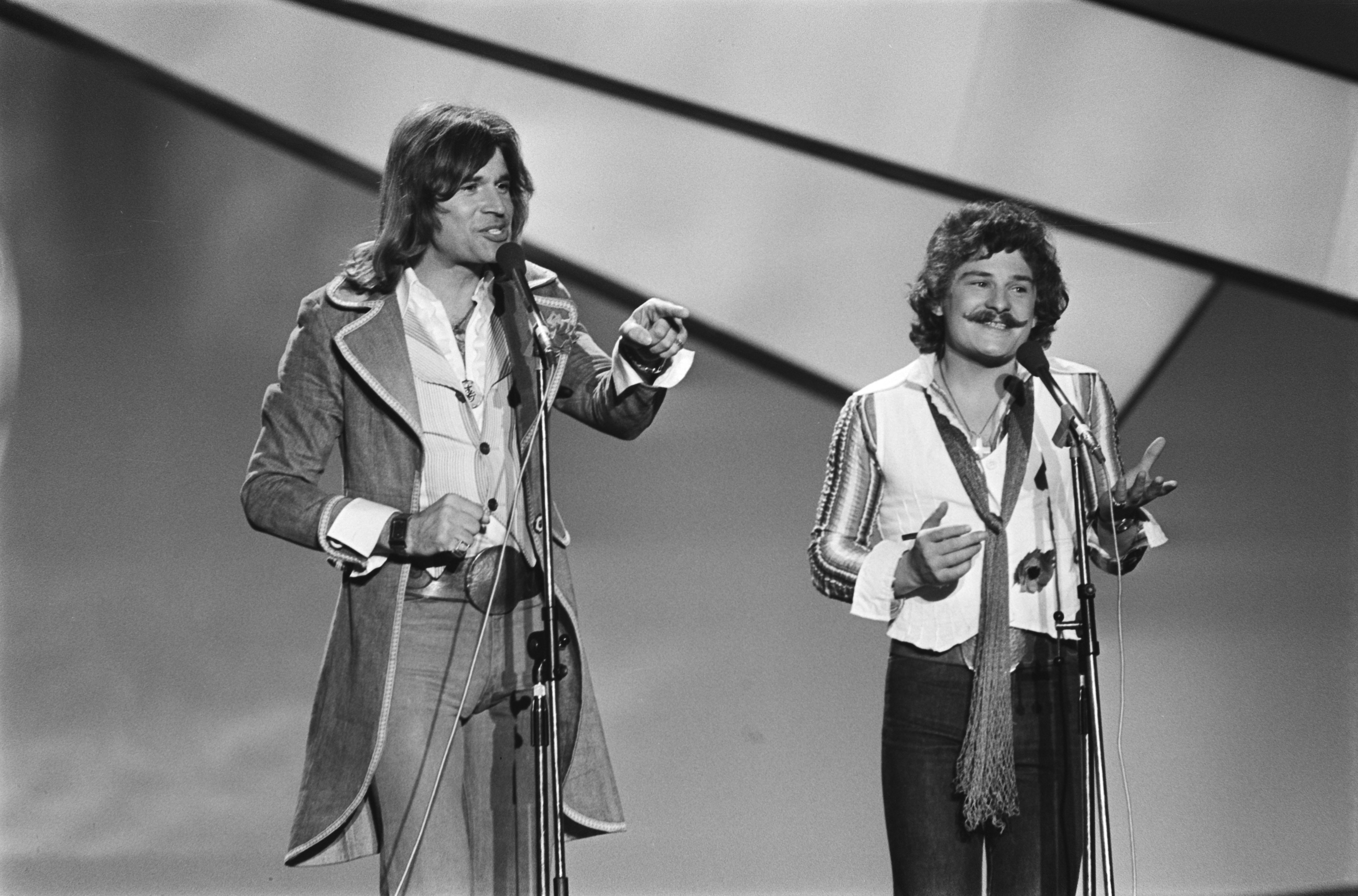
Waterloo & Robinson in Den Haag (1976)

Lange tijd was het voor de deelnemende landen op het Eurovisiesongfestival verplicht om in de eigen taal te zingen. Veruit de meeste Oostenrijkse inzendingen zijn dan ook vertolkt in het Duits. De eerste keer dat Oostenrijk een andere taal liet horen, was in 1963, toen het lied Vielleicht geschieht ein Wunder door Carmela Corren deels in het Engels werd vertolkt.
Tussen 1973 en 1976 bestond er op het songfestival een vrije taalregel. Oostenrijk maakte hier in 1976 gebruik van, met het Engelstalige My little world van Waterloo & Robinson. Ook de inzending van 1977 bevatte teksten in het Engels, hoewel het in dat jaar in feite weer verplicht was in de eigen taal aan te treden.
Sinds de vrije taalregel in 1999 heringevoerd werd, heeft Oostenrijk vooral Engelstalige liedjes naar het songfestival gestuurd. In 2005 was de Oostenrijkse inzending ook deels voorzien van een Spaanse tekst. In 2016 vaardigde Oostenrijk voor het eerst in haar geschiedenis een lied in het Frans af naar het songfestival.
Een aantal keren heeft Oostenrijk zich laten vertegenwoordigen door een lied in een dialect. In 1971 zong Marianne Mendt bijvoorbeeld in het stadsdialect van Wenen, en in 1996 trad George Nussbaumer aan in het Vorarlbergs. Komiek Alf Poier vertolkte in 2003 een lied in het Stiermarks. In 2012 werd door de Trackshittaz het Midden-Beiers op het songfestival geïntroduceerd.

## Nationale selectie
De Oostenrijkse inzendingen voor het Eurovisiesongfestival zijn door de jaren heen vooral intern gekozen door omroep ORF. Pas in 1981 werd er voor het eerst een nationaal songfestival georganiseerd. Hierbij was zanger Marty Brem intern aangeduid door de ORF, en mocht het publiek vervolgens het lied kiezen. Tussen 1982 en 1984 werd dit concept uitgebreid en kreeg de kijker de gelegenheid om uit twaalf verschillende deelnemers zowel de artiest als het lied te selecteren.
Na enkele jaren van interne selectie, werd de Oostenrijkse inzending in 1990 en 1991 weer gekozen tijdens een speciale televisieshow. Hieraan namen tien verschillende artiesten deel. In 1990 ontstond tijdens de show Ein Song für Zagreb commotie, toen zangeres Monika Sutter van de groep Duett tijdens haar optreden flauwviel. Het optreden werd afgebroken, maar de groep wist desondanks te winnen en werd verkozen om naar Zagreb te gaan. Kort na de uitzending werd duidelijk dat het winnende lied niet origineel was; de groep had het twee jaar voordien al eens (tevergeefs) ingestuurd voor de nationale voorronde van Duitsland. Aangezien dit in strijd was met het reglement van het songfestival, kon de ORF niets anders doen dan de groep diskwalificeren. Hierop werd de aanvankelijke nummer 2, Simone Stelzer, afgevaardigd.
In 1993 besloot de ORF Tony Wegas intern te selecteren, maar werd het lied gekozen door het publiek. Een jaar later waren er acht kandidaten, maar werd de keuze gemaakt door een vakjury.
Tussen 2002 en 2005 organiseerde de ORF elk jaar een nationaal songfestival, met meerdere artiesten. Het publiek kon per televoting stemmen. In 2005 kwam er echter kritiek op de stemprocedure, waarbij ieder Bundesland evenveel punten mocht vergeven. Dit zou in het voordeel uitvallen van de dunbevolkte staten, waar oudere mensen in de meerderheid zijn. Na afloop van de show bleek dat de winnaar, Global Kryner, in totaal 45.000 stemmen minder had behaald dan de nummer 2, Alf Poier.
Ook tussen 2011 en 2013 werd een nationale voorselectie georganiseerd. Dit gebeurde in 2011 in de show Guten Morgen Düsseldorf, en in de twee daaropvolgende jaren onder de titel Österreich rockt den Song Contest. De beslissing werd gemaakt via televoting. In 2013 stemde ook een internationale vakjury mee. In 2015 werd de nationale voorronde voor het eerst uitgesmeerd over vier avonden.

## Bijzonderheden

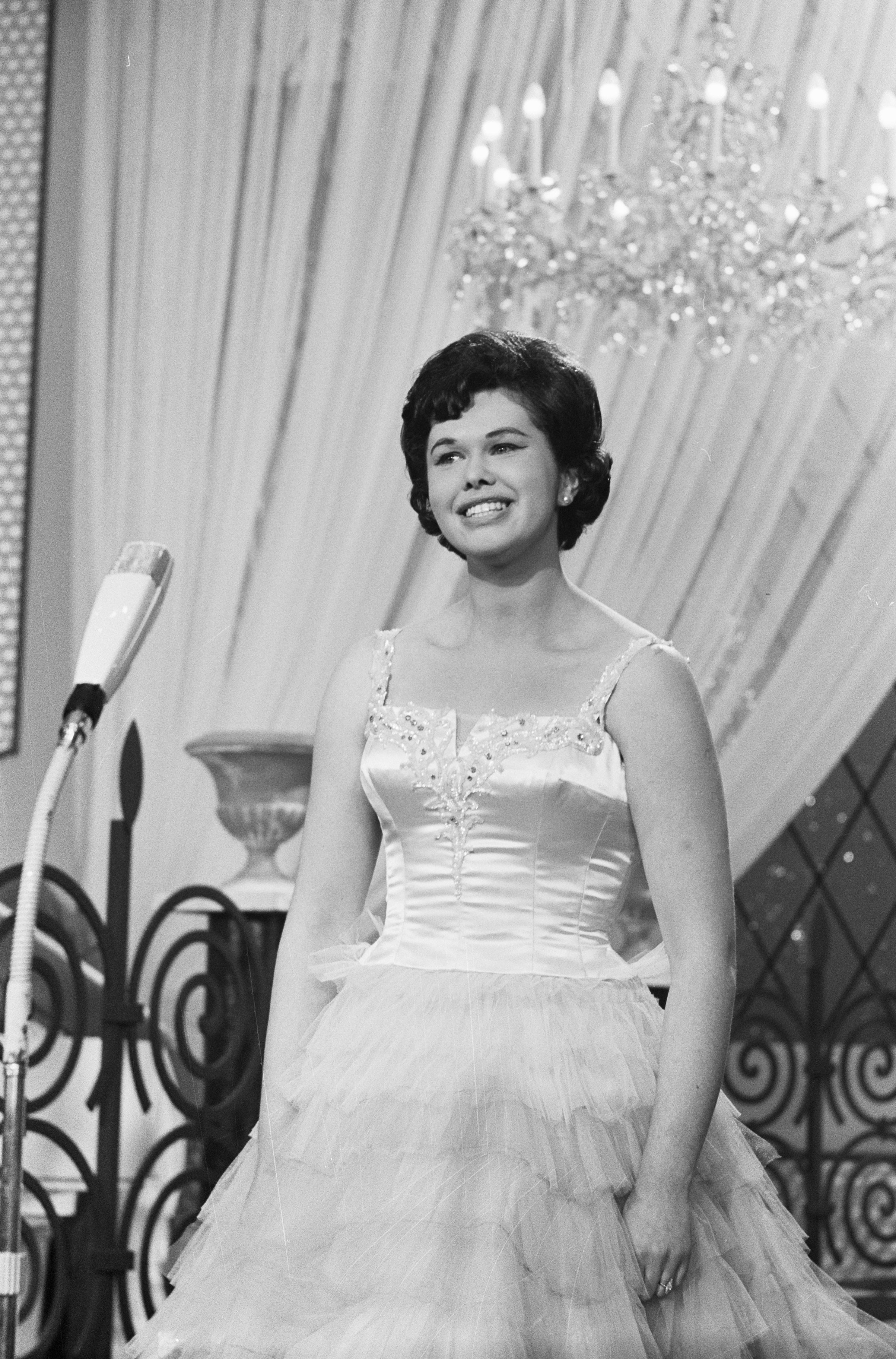
Eleonore Schwarz eindigde in 1962 met nul punten op de laatste plaats

- In 1956 werd in Zwitserland het eerste Eurovisiesongfestival georganiseerd, maar Oostenrijk had zich (net als Denemarken) te laat ingeschreven bij de EBU en kon zodoende niet deelnemen.
- Oostenrijk is een van de weinige landen die bij het debuut meteen op de laatste plaats terechtkwam. Dit gebeurde in 1957 met het lied Wohin, kleines Pony? van Bob Martin.
- In 1961 werd Oostenrijk vertegenwoordigd door een Griek, in 1963 door een Israëlische en in 1968 door een Tsjech.
- Namens Oostenrijk nam Udo Jürgens vanaf 1964 drie jaar op rij deel aan het Eurovisiefestival. Bij zijn derde deelname in 1966 sleepte hij de eerste overwinning voor het land binnen met het lied Merci, chérie.
- Boom boom boomerang van Schmetterlinge was in 1977 het eerste satirische lied in de geschiedenis van het Eurovisiesongfestival.
- Gary Lux trad in de jaren tachtig driemaal aan voor Oostenrijk: in 1983 als onderdeel van de groep Westend, en solo in 1985 en 1987.
- Thomas Forstner behaalde in 1989 een vijfde plaats met Nur ein Lied, maar strandde twee jaar later met 0 punten op de laatste plaats.
- Tony Wegas kwam in 1992 en 1993 tweemaal op rij uit voor Oostenrijk.
- In 1996 deed Oostenrijk mee met de blinde zanger George Nussbaumer, die op de tiende plaats eindigde.
- Alf Poier nam in 2003 het songfestival op de hak met zijn satirische inzending Weil der Mensch zählt.
- De zeskoppige folkgroep Global Kryner trad in 2005 aan met het lied Y así, een lied over een Cubaans meisje dat verliefd wordt op een Oostenrijkse jodelaar. In het nummer wordt ook gejodeld.
- In 2014 vaardigde Oostenrijk de travestiet Conchita Wurst af naar het Eurovisiesongfestival. De opvallende verschijning van Wurst zorgde voor veel media-aandacht en oogstte tevens veel kritiek in binnen- en buitenland. Met haar lied Rise like a phoenix wist Wurst op het songfestival echter toch te overtuigen: ze won zowel de halve finale als de finale, waarmee Oostenrijk na 48 jaar weer eens zegevierde.
- Na de winst van Conchita Wurst, mocht Oostenrijk het festival in 2015 organiseren. Hierdoor was de band The Makemakes direct gekwalificeerd voor de finale. Oostenrijk kreeg echter geen punten. Het was de eerste keer in de geschiedenis van het Eurovisiesongfestival dat het gastland nul punten toebedeeld kreeg.

## Oostenrijkse deelnames
| Jaar | Artiest               | Titel                               | Fin. | Ptn. | Semi | Ptn. | Taal             |
| ---- | --------------------- | ----------------------------------- | ---- | ---- | ---- | ---- | ---------------- |
| 1957 | Bob Martin            | Wohin, kleines Pony?                | 10   | 3    |      |      | Duits            |
| 1958 | Liane Augustin        | Die ganze Welt braucht Liebe        | 5    | 8    |      |      | Duits            |
| 1959 | Ferry Graf            | Der K und K Kalypso aus Wien        | 9    | 4    |      |      | Duits            |
| 1960 | Harry Winter          | Du hast mich so fasziniert          | 7    | 6    |      |      | Duits            |
| 1961 | Jimmy Makulis         | Sehnsucht                           | 15   | 1    |      |      | Duits            |
| 1962 | Eleonore Schwarz      | Nur in der Wiener Luft              | 13   | 0    |      |      | Duits            |
| 1963 | Carmela Corren        | Vielleicht geschieht ein Wunder     | 7    | 16   |      |      | Duits en Engels  |
| 1964 | Udo Jürgens           | Warum nur, warum?                   | 6    | 11   |      |      | Duits            |
| 1965 | Udo Jürgens           | Sag ihr, ich laß sie grüßen         | 4    | 16   |      |      | Duits            |
| 1966 | Udo Jürgens           | Merci, chérie                       | 1    | 31   |      |      | Duits            |
| 1967 | Peter Horton          | Warum es hunderttausend Sterne gibt | 14   | 2    |      |      | Duits            |
| 1968 | Karel Gott            | Tausend Fenster                     | 13   | 2    |      |      | Duits            |
| 1971 | Marianne Mendt        | Musik                               | 16   | 66   |      |      | Weens            |
| 1972 | Milestones            | Falter im Wind                      | 5    | 100  |      |      | Duits            |
| 1976 | Waterloo & Robinson   | My little world                     | 5    | 80   |      |      | Engels           |
| 1977 | Schmetterlinge        | Boom boom boomerang                 | 17   | 11   |      |      | Duits            |
| 1978 | Springtime            | Mrs. Caroline Robinson              | 15   | 14   |      |      | Duits            |
| 1979 | Christina Simon       | Heute in Jerusalem                  | 18   | 5    |      |      | Duits            |
| 1980 | Blue Danube           | Du bist Musik                       | 8    | 64   |      |      | Duits            |
| 1981 | Marty Brem            | Wenn du da bist                     | 17   | 20   |      |      | Duits            |
| 1982 | Mess                  | Sonntag                             | 9    | 57   |      |      | Duits            |
| 1983 | Westend               | Hurricane                           | 9    | 53   |      |      | Duits            |
| 1984 | Anita                 | Einfach weg                         | 19   | 5    |      |      | Duits            |
| 1985 | Gary Lux              | Kinder dieser Welt                  | 8    | 60   |      |      | Duits            |
| 1986 | Timna Brauer          | Die Zeit ist einsam                 | 18   | 12   |      |      | Duits            |
| 1987 | Gary Lux              | Nur noch Gefühl                     | 20   | 8    |      |      | Duits            |
| 1988 | Wilfried              | Lisa, Mona Lisa                     | 21   | 0    |      |      | Duits            |
| 1989 | Thomas Forstner       | Nur ein Lied                        | 5    | 97   |      |      | Duits            |
| 1990 | Simone                | Keine Mauern mehr                   | 10   | 58   |      |      | Duits            |
| 1991 | Thomas Forstner       | Venedig im Regen                    | 22   | 0    |      |      | Duits            |
| 1992 | Tony Wegas            | Zusammen geh’n                      | 10   | 63   |      |      | Duits            |
| 1993 | Tony Wegas            | Maria Magdalena                     | 14   | 32   |      |      | Duits            |
| 1994 | Petra Frey            | Für den Frieden der Welt            | 17   | 19   |      |      | Duits            |
| 1995 | Stella Jones          | Die Welt dreht sich verkehrt        | 13   | 67   |      |      | Duits            |
| 1996 | George Nussbaumer     | Weil’s dr guat got                  | 10   | 68   |      |      | Vorarlbergs      |
| 1997 | Bettina Soriat        | One step                            | 21   | 12   |      |      | Duits            |
| 1999 | Bobbie Singer         | Reflection                          | 10   | 65   |      |      | Engels           |
| 2000 | The Rounder Girls     | All to you                          | 14   | 24   |      |      | Engels           |
| 2002 | Manuel Ortega         | Say a word                          | 18   | 24   |      |      | Engels           |
| 2003 | Alf Poier             | Weil der Mensch zählt               | 6    | 101  |      |      | Stiermarks       |
| 2004 | Tie Break             | Du bist                             | 21   | 9    | X    | X    | Duits            |
| 2005 | Global Kryner         | Y así                               | X    | X    | 21   | 30   | Engels en Spaans |
| 2007 | Eric Papilaya         | Get a life – get alive              | X    | X    | 27   | 4    | Engels           |
| 2011 | Nadine Beiler         | The secret is love                  | 18   | 64   | 7    | 69   | Engels           |
| 2012 | Trackshittaz          | Woki mit deim Popo                  | X    | X    | 18   | 8    | Midden-Beiers    |
| 2013 | Natália Kelly         | Shine                               | X    | X    | 14   | 27   | Engels           |
| 2014 | Conchita Wurst        | Rise like a phoenix                 | 1    | 290  | 1    | 169  | Engels           |
| 2015 | The Makemakes         | I am yours                          | 26   | 0    | X    | X    | Engels           |
| 2016 | Zoë                   | Loin d’ici                          | 13   | 151  | 7    | 170  | Frans            |
| 2017 | Nathan Trent          | Running on air                      | 16   | 93   | 7    | 147  | Engels           |
| 2018 | Cesár Sampson         | Nobody but you                      | 3    | 342  | 4    | 231  | Engels           |
| 2019 | PÆNDA                 | Limits                              | X    | X    | 17   | 21   | Engels           |
| 2021 | Vincent Bueno         | Amen                                | X    | X    | 12   | 66   | Engels           |
| 2022 | LUM!X feat. Pia Maria | Halo                                | X    | X    | 15   | 42   | Engels           |
| 2023 | Teya & Salena         | Who the hell is Edgar?              | 15   | 120  | 2    | 137  | Engels           |
| 2024 | Kaleen                | We will rave                        | 24   | 24   | 9    | 46   | Engels           |
| 2025 | JJ                    | Wasted love                         | 1    | 436  | 5    | 104  | Engels           |
| 2026 |                       |                                     |      |      | X    | X    |                  |

## Punten
In de periode 1957-2025. Punten gegeven in de halve finales zijn in deze tabellen niet meegerekend.
| Plaats | Land                | Punten |
| ------ | ------------------- | ------ |
| 1      | Verenigd Koninkrijk | 216    |
| 2      | Zweden              | 213    |
| 3      | Zwitserland         | 188    |
| 4      | Italië              | 183    |
| 5      | Frankrijk           | 179    |

| Plaats | Land                | Punten |
| ------ | ------------------- | ------ |
| 1      | België              | 148    |
| 2      | Verenigd Koninkrijk | 134    |
| 3      | Ierland             | 119    |
| 4      | Duitsland           | 117    |
| 5      | Zweden              | 113    |

### Twaalf punten gegeven aan Oostenrijk
| Aantal | Land                  | Wanneer                        |
| ------ | --------------------- | ------------------------------ |
| 4      | België                | 1989, 2014, 2023 (j), 2025 (j) |
| 3      | Italië                | 1989, 1990, 2014               |
| 2      | Bulgarije             | 2017 (j), 2018 (j)             |
| 2      | Duitsland             | 2011, 2025 (j)                 |
| 2      | Finland               | 2014, 2025 (j)                 |
| 2      | Griekenland           | 1989, 2014                     |
| 2      | Ierland               | 1992, 2014, 2025 (j)           |
| 2      | Israël                | 2014, 2018 (j)                 |
| 2      | Nederland             | 2014, 2025 (j)                 |
| 2      | Verenigd Koninkrijk   | 2014, 2018 (j)                 |
| 2      | Zweden                | 2014, 2025 (j)                 |
| 1      | Bosnië en Herzegovina | 1993                           |
| 1      | Estland               | 2018 (j)                       |
| 1      | Frankrijk             | 1996                           |
| 1      | IJsland               | 2018 (j)                       |
| 1      | Letland               | 2025 (j)                       |
| 1      | Litouwen              | 2018 (j)                       |
| 1      | Malta                 | 1996                           |
| 1      | Noorwegen             | 2025 (j)                       |
| 1      | Polen                 | 2018 (j)                       |
| 1      | Portugal              | 2014                           |
| 1      | Roemenië              | 2018 (j)                       |
| 1      | Slovenië              | 2014                           |
| 1      | Spanje                | 2014                           |
| 1      | Turkije               | 2002                           |
| 1      | Zwitserland           | 2014                           |

(j) = vakjury; (t) = televoting

### Twaalf punten gegeven door Oostenrijk
(Vetgedrukte landen waren ook de winnaar van dat jaar.)
| Jaar | Land                | Jaar | Land                  | Jaar | Land                                 |
| ---- | ------------------- | ---- | --------------------- | ---- | ------------------------------------ |
| 1976 | Frankrijk           | 1991 | Frankrijk             | 2012 | Zweden                               |
| 1977 | Verenigd Koninkrijk | 1992 | Verenigd Koninkrijk   | 2013 | Azerbeidzjan                         |
| 1978 | Frankrijk           | 1993 | Verenigd Koninkrijk   | 2014 | Armenië                              |
| 1979 | Zwitserland         | 1994 | Polen                 | 2015 | Australië                            |
| 1980 | Nederland           | 1995 | Verenigd Koninkrijk   | 2016 | Australië (j) Polen (t)              |
| 1981 | Frankrijk           | 1996 | Nederland             | 2017 | Nederland (j) Portugal (t)           |
| 1982 | Verenigd Koninkrijk | 1997 | Verenigd Koninkrijk   | 2018 | Israël (j) Tsjechië (t)              |
| 1983 | Israël              | 1999 | Bosnië en Herzegovina | 2019 | Noord-Macedonië (j) Zwitserland (t)  |
| 1984 | Zweden              | 2000 | Duitsland             | 2021 | IJsland (j) Servië (t)               |
| 1985 | Noorwegen           | 2002 | Verenigd Koninkrijk   | 2022 | Verenigd Koninkrijk (j) Oekraïne (t) |
| 1986 | Ierland             | 2003 | Turkije               | 2023 | Italië (j) Finland (t)               |
| 1987 | Ierland             | 2004 | Servië en Montenegro  | 2024 | Zwitserland (j) Kroatië (t)          |
| 1988 | Denemarken          | 2005 | Kroatië               | 2025 | Finland (j) Duitsland (t)            |
| 1989 | Zweden              | 2007 | Servië                |      |                                      |
| 1990 | Ierland             | 2011 | Bosnië en Herzegovina |      |                                      |

(j) = vakjury; (t) = televoting

## Fotogalerij

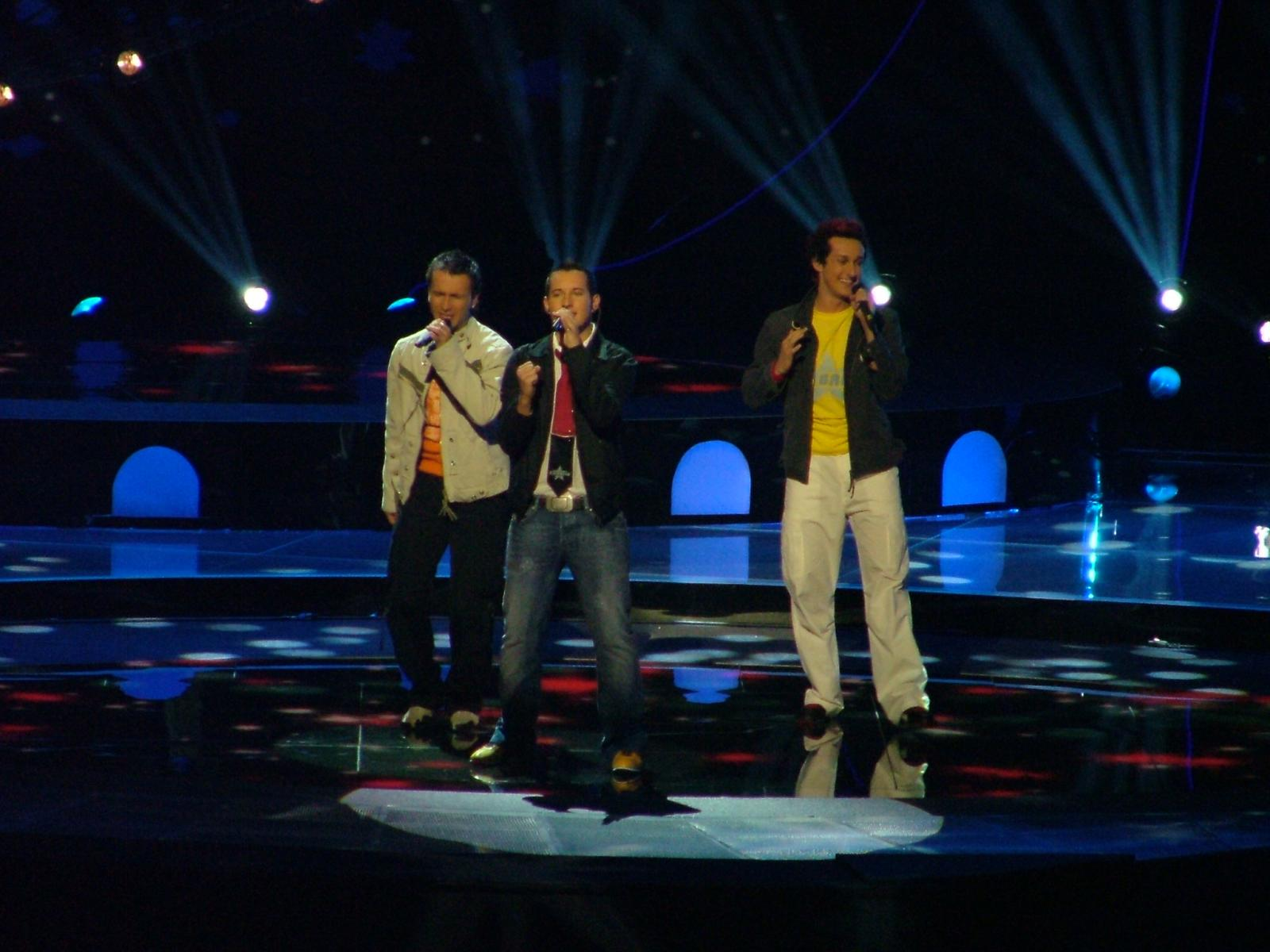
Tie Break in Istanboel (2004)
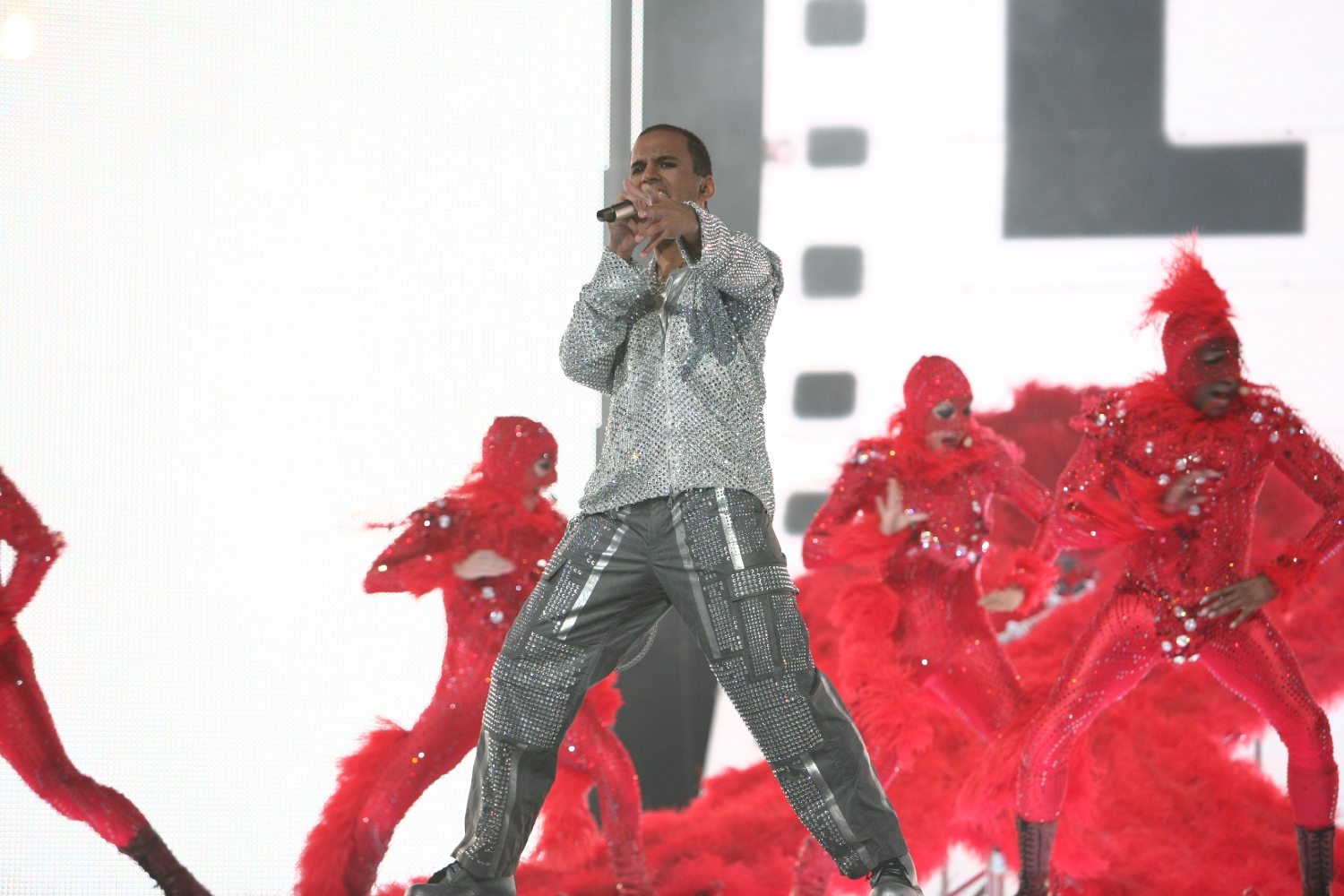
Eric Papilaya in Helsinki (2007)
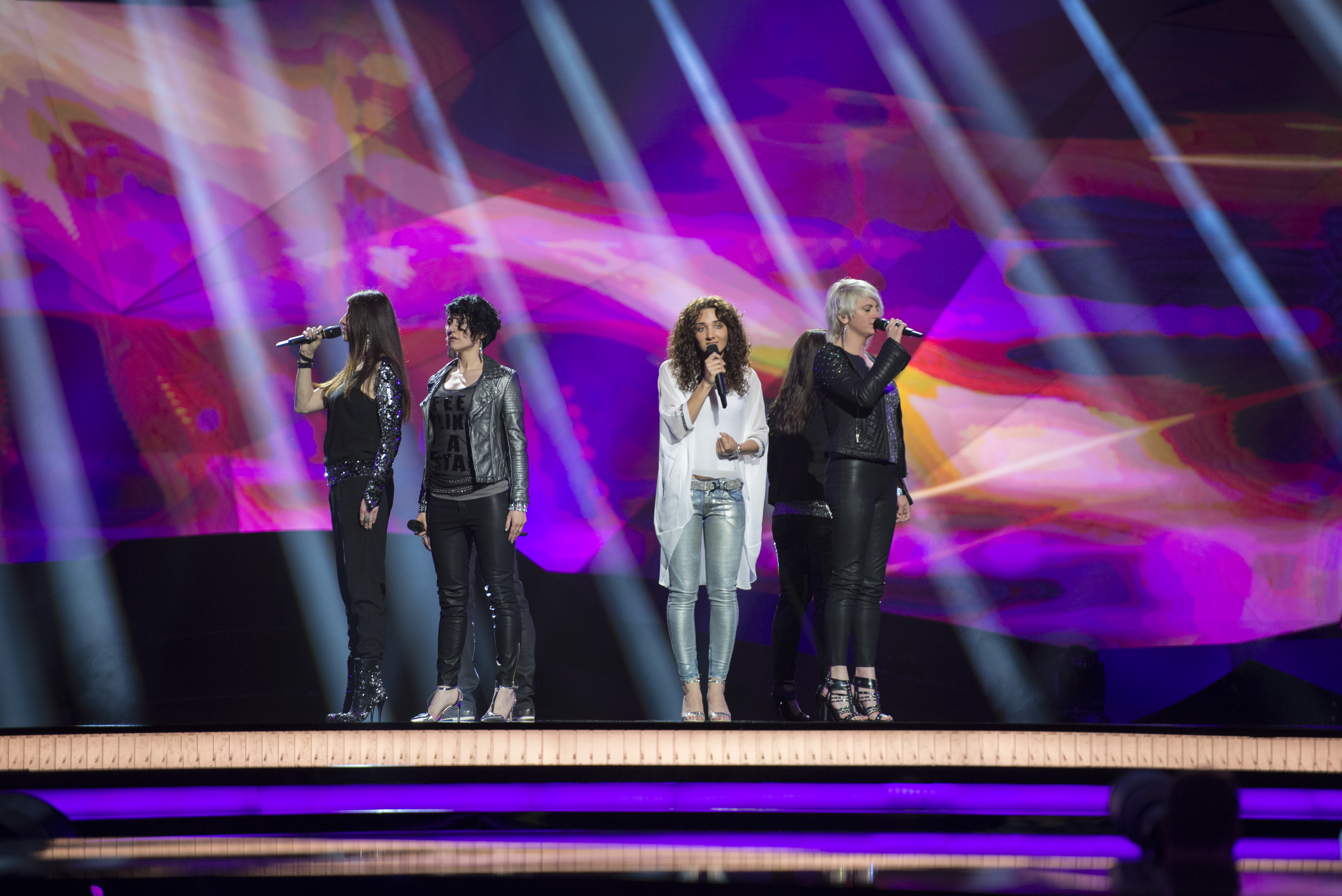
Natália Kelly in Malmö (2013)
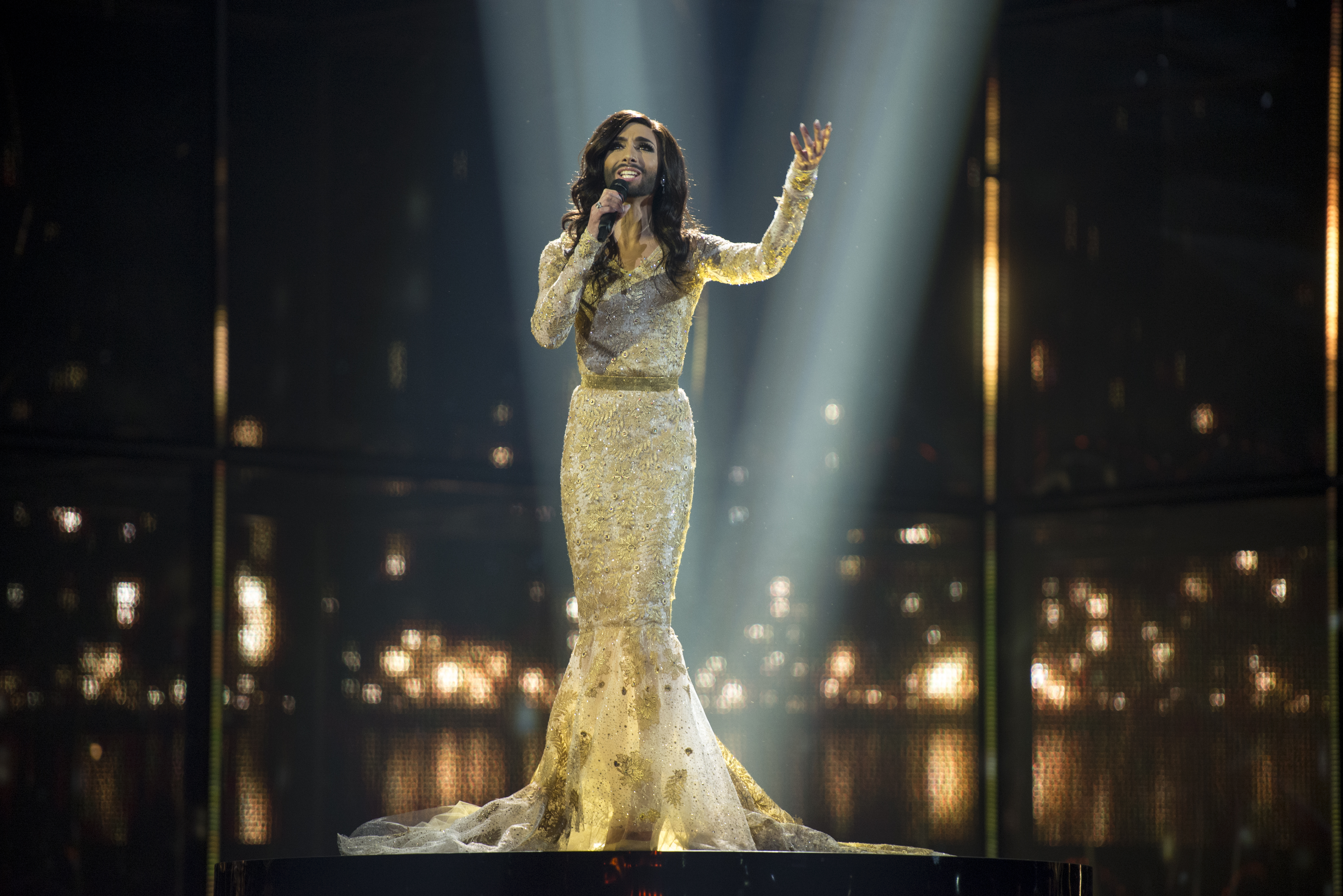
Conchita Wurst in Kopenhagen (2014)
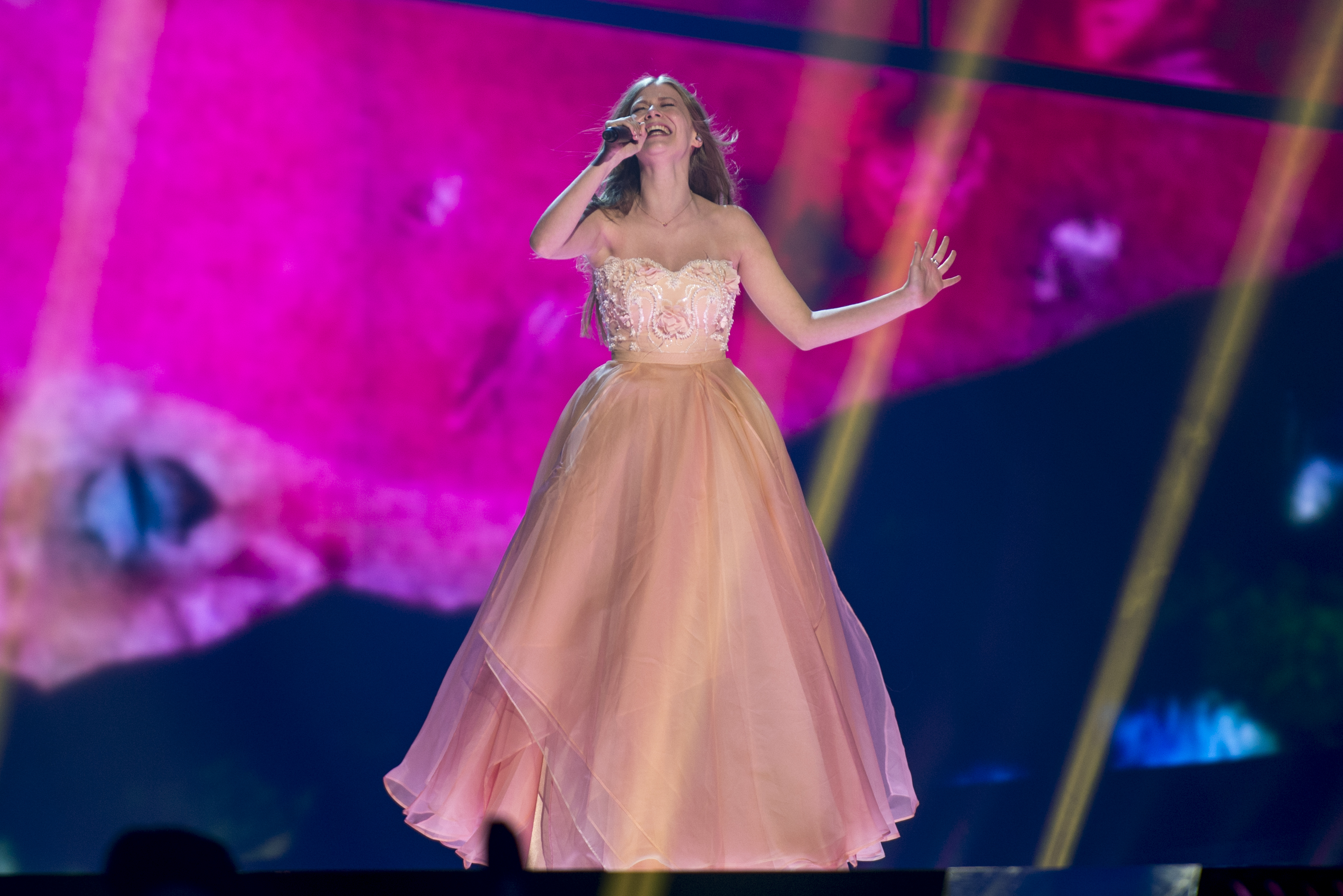
Zoë in Stockholm (2016)

1957 · 1958 · 1959 · 1960 · 1961 · 1962 · 1963 · 1964 · 1965 · 1966 · 1967 · 1968 · 1969-1970 · 1971 · 1972 · 1973-1975 · 1976 · 1977 · 1978 · 1979 · 1980 · 1981 · 1982 · 1983 · 1984 · 1985 · 1986 · 1987 · 1988 · 1989 · 1990 · 1991 · 1992 · 1993 · 1994 · 1995 · 1996 · 1997 · 1998 · 1999 · 2000 · 2001 · 2002 · 2003 · 2004 · 2005 · 2006 · 2007 · 2008-2010 · 2011 · 2012 · 2013 · 2014 · 2015 · 2016 · 2017 · 2018 · 2019 · 2020 · 2021 · 2022 · 2023 · 2024 · 2025